# Ilya Zimine
Ilya Anatólievitch Zimin (em russo:  Илья Анатольевич Зимин), (Vladivostok, 1 de maio de 1972 — Moscovo, 26 de fevereiro de 2006) foi um jornalista russo e repórter de televisão que trabalhou para a rede NTV.